# 小山町 (横浜市)
小山町（こやまちょう）は、神奈川県横浜市緑区の地名。「丁目」の設定のない単独町名である。住居表示未実施区域。

## 地理
緑区の北部に位置し、北東に北八朔町、東に青砥町、川を挟んで南東に中山、南に三保町および川を挟んで新治町、川を挟んで南西に十日市場町、西に青葉区さつきが丘、北西に青葉区梅が丘と接している。

### 河川
- 恩田川

### 字名
| - 半縄田 - 山ノ下 - 上耕地 | - 下耕地 - 中村 - 鳥居戸 |

## 歴史

### 沿革
かつて横浜市編入前のこの場所は、都筑郡中里村大字小山であった。
- 1939年（昭和14年）4月1日 - 横浜市に編入。横浜市港北区小山町となる[6]。
- 1969年（昭和44年）10月1日 - 行政区再編成により、緑区を新設。横浜市緑区小山町となる[7]。
- 1980年（昭和55年）12月10日 - 土地改良事業に伴う換地処分により、青砥町、北八朔町の一部を小山町に編入、十日市場町、新治町、西八朔町との境界を変更[7]。
- 1983年（昭和58年）5月15日 - 土地区画整理事業に伴い、小山町の一部を中山町へ編入[8]。
- 1994年（平成6年）11月6日 - 行政区再編成により、緑区を再設置。横浜市緑区小山町となる[9]。

## 世帯数と人口
2025年（令和7年）6月30日現在（横浜市発表）の世帯数と人口は以下の通りである。
| 町丁   | 世帯数  | 人口  |
| ------ | ------- | ----- |
| 小山町 | 444世帯 | 799人 |

### 人口の変遷
国勢調査による人口の推移。
| 年                 | 人口 |
| ------------------ | ---- |
| 1995年（平成7年）  | 740  |
| 2000年（平成12年） | 754  |
| 2005年（平成17年） | 813  |
| 2010年（平成22年） | 764  |
| 2015年（平成27年） | 818  |
| 2020年（令和2年）  | 781  |

### 世帯数の変遷
国勢調査による世帯数の推移。
| 年                 | 世帯数 |
| ------------------ | ------ |
| 1995年（平成7年）  | 258    |
| 2000年（平成12年） | 286    |
| 2005年（平成17年） | 343    |
| 2010年（平成22年） | 344    |
| 2015年（平成27年） | 388    |
| 2020年（令和2年）  | 381    |

## 学区
市立小・中学校に通う場合、学区は以下の通りとなる（2024年11月時点）。
| 番・番地等 | 小学校             | 中学校               |
| ---------- | ------------------ | -------------------- |
| 全域       | 横浜市立山下小学校 | 横浜市立緑が丘中学校 |

## 事業所
2021年（令和3年）現在の経済センサス調査による事業所数と従業員数は以下の通りである。
| 町丁   | 事業所数 | 従業員数 |
| ------ | -------- | -------- |
| 小山町 | 28事業所 | 660人    |

### 事業者数の変遷
経済センサスによる事業所数の推移。
| 年                 | 事業者数 |
| ------------------ | -------- |
| 2016年（平成28年） | 24       |
| 2021年（令和3年）  | 28       |

### 従業員数の変遷
経済センサスによる従業員数の推移。
| 年                 | 従業員数 |
| ------------------ | -------- |
| 2016年（平成28年） | 536      |
| 2021年（令和3年）  | 660      |

## 交通
- 神奈川県道140号川崎町田線

## 施設
- 日枝神社[19]

## その他

### 日本郵便
- 郵便番号 : 226-0023[3]（集配局：緑郵便局[20]）

### 警察
町内の警察の管轄区域は以下の通りである。
| 番・番地等 | 警察署   | 交番・駐在所 |
| ---------- | -------- | ------------ |
| 全域       | 緑警察署 | 北八朔交番   |